# Tjeckiens filmhistoria
Filmindustrin i Tjeckien (och Tjeckoslovakien) har varit livaktig och många namnkunniga regissörer har verkat där.

## Historia
Den första tjeckiska filmskaparen var Jan Kříženecký som från andra halvan av 1890-talet gjorde kortdokumentärer och journalfilmer. Den första permanenta biografen grundades av Viktor Ponrepo 1907 i Prag. Den första tjeckiska ljudfilmen var Když struny lkají som kom 1930. Filmindustrin upplevde sedan en högkonjunktur som varade fram till andra världskrigets utbrott. Barrandov Studios som grundades 1933 var den största filmstudion i landet och även en av de största i Europa. 
Under 1950-talet kom filmer som Kejsarens bagare (1952), Cesta do praveku (1955), Den tappre soldaten Švejks äventyr under världskriget (1956), Det fantastiska äventyret (1958) och Prinsessan med den gyllene stjärnan (1959).
Tre tjeckiska/tjeckoslovakiska filmer har vunnit en Oscar i kategorin Bästa utländska film; Butiken vid Storgatan (Obchod na korze) (1965) av Ján Kadár och Elmar Klos, Låt tågen gå (Ostře sledované vlaky) (1966) av Jiří Menzel och Kolya (Kolja) av Jan Svěrák. Ytterligare filmer har även nominerats utan att vinna.
Den så kallade tjeckoslovakiska nya vågen är tjeckisk films storhetstid. Perioden förknippas främst med filmer av regissörer som Miloš Forman, Věra Chytilová och Jiří Menzel, även om produktioner av äldre och mer etablerade regissörer som Karel Kachyňa och Vojtěch Jasný också kan sägas tillhöra perioden. Den tjeckoslovakiska nya vågen omfattar ett brett utbud av originella filmer från mitten av 1960-talet. Det går inte att definiera vågen av filmer till en särskild stil. Nya vågen-filmerna rör sig från avantgarde-filmer till filmatiseringar av historiska böcker (som Jan Němecs Nattens diamanter (Démanty noci)) och till halvimproviserade komedier om samtida ämnen och amatörskådespelare (som Miloš Formans Det brinner, min sköna (Hoří, má panenko)). Ett vanligt inslag i dessa filmer kan dock sägas vara en absurd svart humor och fokus på den vanliga människan, i synnerhet när hon ställs inför stora historiska och politiska förändringar. Influenser för filmvågen var italiensk neorealism och den franska nya vågen. Den tjeckoslovakiska nya vågen uppkom som ett resultat av förändringar inom tjeckoslovakisk film i slutet på 1950-talet när regissörer frigjorde sig från stalinismens inverkan på filmindustrin.
Den mest sedda tjeckiska filmen någonsin är Den stolta prinsessan från 1952. Den hade 8 222 695 biobesökare och vann pris för barnfilm vid Filmfestivalen i Karlovy Vary.
Bland nyare framgångsrika tjeckiska filmer som producerats efter sammetsrevolutionen finns Kolya (1996), Pelíšky (1999), Divided We Fall (2000), De ensamma (2000), Shut Up and Shoot Me (2005), I Served the King of England (2006) och Pouta (2009).

## Regissörer i urval
- František Čáp
- Věra Chytilová
- Frank Daniel
- Miloš Forman, dubbel Oscarvinnare
- Martin Frič
- Saša Gedeon
- Juraj Herz
- Jan Hřebejk
- Vojtěch Jasný
- Jaromil Jireš
- Karel Kachyňa
- Karel Lamač
- Oldřich Lipský
- Gustav Machatý
- Jiří Menzel, Oscarvinnare
- Jan Němec
- Ivan Passer
- Břetislav Pojar
- Karel Reisz, tjeckiskfödd brittisk regissör
- Bohdan Sláma
- Jan Švankmajer
- Jan Svěrák, dubbel Oscarvinnare
- Jiří Trnka,
- František Vláčil
- Petr Zelenka
- Karel Zeman